# (33762) Sanjayseshan
(33762) Sanjayseshan est un astéroïde de la ceinture principale.

## Description
(33762) Sanjayseshan est un astéroïde de la ceinture principale. Il fut découvert le 7 septembre 1999 à Socorro (Nouveau-Mexique) par le projet LINEAR. Il présente une orbite caractérisée par un demi-grand axe de 2,74 UA, une excentricité de 0,08 et une inclinaison de 3,9° par rapport à l'écliptique.